# Cessole
Cessole é uma comuna italiana da região do Piemonte, província de Asti, com cerca de 461 habitantes. Estende-se por uma área de 11 km², tendo uma densidade populacional de 42 hab/km². Faz fronteira com Bubbio, Cossano Belbo (CN), Loazzolo, Roccaverano, Vesime.

## Demografia
| Variação demográfica do município entre 1861 e 2011                               |
|                                                                                   |
| Fonte: Istituto Nazionale di Statistica (ISTAT) - Elaboração gráfica da Wikipedia |